# Oxaea flavescens
Oxaea flavescens là một loài ong trong họ Andrenidae. Loài này được Klug miêu tả khoa học đầu tiên năm 1807.